# Romazy
Romazy település Franciaországban, Ille-et-Vilaine megyében. Lakosainak száma 275 fő (2022. január 1.). Romazy Chauvigné, Sens-de-Bretagne, Vieux-Vy-sur-Couesnon, Rimou és Val-Couesnon községekkel határos.

## Népesség
A település népessége az elmúlt években az alábbi módon változott:
| Lakosok száma | 294  | 239  | 263  | 266  | 304  | 273  | 254  | 248  | 257  | 275  |
|               | 1968 | 1982 | 1990 | 2006 | 2013 | 2015 | 2017 | 2019 | 2020 | 2022 |